# بولين ألدرمان
بولين ألدرمان (بالإنجليزية: Pauline Alderman)‏ هي عالمة موسيقى وملحنة أمريكية، ولدت في 16 يناير 1893 في لافاييت في الولايات المتحدة، وتوفيت في 11 أكتوبر 1983 في لوس أنجلوس في الولايات المتحدة.